# Serra Pedace
Serra Pedace war eine italienische Gemeinde in der Provinz Cosenza in Kalabrien mit 978 Einwohnern (Stand 31. Dezember 2016). Seit dem 5. Mai 2017 ist sie Teil der neugegründeten Gemeinde Casali del Manco.
Serra Pedace liegt etwa fünfzehn Kilometer östlich von Cosenza am Tales des Flusses Crati und hatte einen Bahnhof an der früheren Bahnstrecke Pedace–San Giovanni in Fiore.
Sehenswert im Ort ist die Pfarrkirche mit drei Portalen aus dem 17. Jahrhundert.